# Distretto di Başçiftlik
Il distretto di Başçiftlik (in turco Başçiftlik ilçesi) è uno dei distretti della provincia di Tokat, in Turchia.